# Weare (New Hampshire)
Weare – miasto w Stanach Zjednoczonych, w stanie New Hampshire, w hrabstwie Hillsborough.